# Haabersti Jäähall
Die Haabersti Jäähall ist eine Eissporthalle in der estnischen Hauptstadt Tallinn. Unter ihrem Dach verfügt sie über zwei Eisflächen. Die Haabersti Jäähall I bietet 500 Zuschauern Platz und ist respektive war Heimspielstätte der Eishockeyclubs HC Panter, Purikad Tallinn, Elioni Spordiklubi/Ericsson Tallinn und SK RMP Tallinn. Neben der Haabersti Jäähall I gibt es auch die kleinere Haabersti Jäähall II.
Bis 2013 trug die Eishalle den Namen Premia Jäähall. Danach war sie nach dem tschechischen Automobilhersteller Škoda (Škoda Jäähall) benannt. Mittlerweile trägt die Halle den Namen Haabersti Jäähall.
Zudem befindet sich in direkter Nachbarschaft die Unibet Arena, die größte Multifunktionsarena des Landes.